# Calci nitride
Calci nitride là hợp chất vô cơ có công thức hóa học Ca3N2. Nó tồn tại ở nhiều dạng khác nhau (isomorph), trong đó dạng α-calci nitride thường gặp hơn.

## Cấu trúc
α-Calcium nitride có cấu trúc tinh thể phản bixbyite, tương tự như Mn2O3, khác biệt nằm ở việc vị trí các ion bị đảo ngược: ion calci (Ca2+) lấy vị trí oxit (O2-) và ion nitride (N3-) lấy vị trí mangan (Mn3+). Trong cấu trúc này, Ca2+ chiếm các vị trí tứ diện, và các trung tâm nitride chiếm hai loại khác nhau của các vị trí bát diện.